# Adolph-Diesterweg-Schule
Diesterweg-Gymnasium, Diesterweg-Schule, Adolph-Diesterweg-Schule, Adolph-Diesterweg-Gymnasium und Schule „Adolph Diesterweg“ (und weitere Variationen der Schreibung) ist der Name folgender nach Adolph Diesterweg benannter Schulen:
- Diesterweg-Gymnasium (Berlin)
- Grundschule Adolph Diesterweg (Bernburg)
- Diesterwegschule (Chemnitz), Sachsen
- Adolph-Diesterweg-Schule, Hamburg-Neuallermöhe[1]
- Diesterwegschule (Darmstadt), Hessen
- Adolph-Diesterweg-Schule, Leipzig
- Diesterwegschule (Loitz), in Loitz, Mecklenburg-Vorpommern
- Diesterwegschule (Linz), Oberösterreich
- Diesterwegschule in Hemer, Nordrhein-Westfalen, siehe Schulen in Hemer #Diesterwegschule
- Adolph-Diesterweg-Gymnasium Plauen
- Diesterweg-Gymnasium (Tangermünde)

Ehemalige Schulen:
- Diesterwegschule in Vluyn, Nordrhein-Westfalen
- Diesterweg-Oberschule (10-POS), Zeitz, Sachsen-Anhalt (ehemals Bezirk Halle), heute Grundschule Stadtmitte